# Charles-Auguste de Saxe-Weimar-Eisenach (1844-1894)
Ne doit pas être confondu avec Charles-Auguste de Saxe-Weimar-Eisenach.
Charles-Auguste de Saxe-Weimar-Eisenach, né à Weimar le 31 juillet 1844 et mort le 20 novembre 1894.

## Biographie
Charles-Auguste de Saxe-Weimar-Eisenach appartint à la lignée des Saxe-Weimar-Eisenach appartenant à la Branche ernestine elle-même issue de la première branche de la Maison de Wettin.
Fils de Charles-Alexandre de Saxe-Weimar-Eisenach et de Sophie d'Orange-Nassau. Il était également le neveu de l'empereur Guillaume Ier, marié avec sa tante Augusta.
Charles-Auguste de Saxe-Weimar-Eisenach épousa en 1873 Pauline de Saxe-Weimar-Eisenach (1852-1904) (fille de Hermann de Saxe-Weimar-Eisenach)
Deux enfants sont nés de cette union :
- Guillaume-Ernest de Saxe-Weimar-Eisenach, grand-duc de Saxe-Weimar-Eisenach
- Bernard de Saxe-Weimar-Eisenach (1878-1900)